# Parallelia properata
Parallelia properata är en fjärilsart som beskrevs av Walker 1858. Parallelia properata ingår i släktet Parallelia och familjen nattflyn. Inga underarter finns listade i Catalogue of Life.